# Televisão em Senegal
A televisão no Senegal foi introduzida em 1965.
Segue-se uma lista de canais de televisão transmitidos no Senegal.

## Canais principais
| Nome            | Proprietário             | Tipo                | Fundado |
| --------------- | ------------------------ | ------------------- | ------- |
| RTS 1           | RTS                      | Propriedade pública | 1973    |
| 2sTV            | El hadji Ibrahima NDIAYE | Privado             | 2003    |
| Walf TV         | -                        | Privado             | -       |
| Canal Info News | -                        | Privado             | -       |
| Touba TV        | -                        | Privado             | 2009    |